# Patach furtivum
Der hebräisch-lateinische Ausdruck Patach furtivum, hebräisch פַּתָּח גְּנוּבָה patach gnuva, bezeichnet eine phonologische Erscheinung in der hebräischen und der aramäischen Sprache, nämlich den Einschub eines unbetonten a-Lautes vor einem Kehllaut am Wortende. Der Namensbestandteil Patach bezeichnet das für diesen a-Laut benutzte diakritische Zeichen. Das zweite Wort in den beiden Benennungen, also furtivum oder gnuva, leitet sich jeweils von einer Wortwurzel mit der Bedeutung stehlen her; das wird im Abschnitt über die Bezeichnungen erläutert. Im Deutschen gibt es keine allgemein übliche Bezeichnung: man verwendet stattdessen die lateinische oder die transkribierte hebräische.
Der Inhalt dieses Artikels gilt gleichermaßen für das biblische und das moderne Hebräisch.

## Aussprache und Schreibung
Ein Kehllaut im Sinne der Einleitung ist weniger phonetisch als Laut mit bestimmten phonetischen Eigenschaften definiert, vielmehr als eine Stelle in einem Wort, an der einer der Buchstaben steht, die ursprünglich einen glottalen oder pharyngalen Laut bezeichnet haben, nämlich Alef für [⁠ʔ⁠], Chet für [⁠ħ⁠], He für [⁠h⁠] und Ajin für [⁠ʕ⁠]. Es kommt also nicht darauf an, ob die heutige phonetische Realisierung ein solcher Laut ist, nicht einmal, ob an dieser Stelle überhaupt ein Laut gesprochen wird. Genauer würde man also von einem Kehlbuchstaben statt einem Kehllaut sprechen; es hat sich aber letzteres durchgesetzt. Ein He am Wortende oder ein Alef wirkt nicht als Kehllaut, wenn es als Mater lectionis für einen Vokal steht; in der vokalisierten hebräischen Schrift dient ein Mappiq dazu, ein He am Wortende als Kehllaut (im Gegensatz zu Mater lectionis) zu kennzeichnen. Im Gegensatz zum He kann ein Alef, das zur Wortwurzel gehört, bei manchen Formen eines Wortes als Kehllaut und bei anderen als Mater lectionis auftreten, insbesondere am Wortende immer letzteres (siehe Nr. 6 bei den Verbbeispielen). Deswegen kommt das Patach furtivum beim Alef nicht vor. 
Kehllaute haben in verschiedener Weise einen Einfluss auf benachbarte Laute. Einer davon ist der Einschub eines unbetonten a-Lautes vor einem Kehllaut (außer Alef) am Wortende, wenn davor ein anderer Vokal als ein -a- steht. Dabei wird dieser Vokal zu einem Diphthong. Wird ans Wortende noch eine Endung angefügt, so steht der Kehllaut nicht mehr am Ende, so dass der Einschub des a-Lautes entfällt. Siehe dazu die Plural-, Dual- und Possessivendungen bei den Substantivbeispielen und die femininen Partizipien bei den Verbbeispielen Nr. 2 bis 5.
In der vokalisierten hebräischen Schrift wird dieser eingeschobene a-Laut durch das diakriktische Zeichen Patach (waagerechter Strich unten) dargestellt, das auch sonst für ein vorderes [⁠a⁠] steht. Im Gegensatz zu allen anderen Verwendungen von Vokalzeichen steht es nicht unter dem vorangehenden Konsonanten, der ja ein anderes Vokalzeichen tragen kann, sondern unter dem nachfolgenden Kehllaut. Oft ist dieses Patach etwas nach rechts versetzt; mit einem regulären Patach kann es aber auch sonst nicht verwechselt werden, da der nachfolgende Kehllaut keinen eigenen Vokal haben kann.

### Beispiele
Die in den Beispielen angegebene Aussprache ist die heutige israelische, bei der weitgehend kein Unterschied zwischen Chet und Chaf (= Kaf ohne Dagesch), zwischen Qof und Kaf (mit Dagesch), zwischen Sin und Samech und zwischen Alef und Ajin (soweit überhaupt in der Aussprache realisiert) mehr gemacht wird. Dadurch sind ähnliche Wortwurzeln mitunter phonetisch gleich und die unterschiedliche Schreibweise wird erst in abgeleiteten Formen hörbar. Die letzten drei Beispiele bei den Verben sind allerdings schon immer in ihrer Nennform (perfektiv Singular maskulin) in der Aussprache ununterscheidbar.
Substantive:
- כֹּחַ [kɔˑa̯χ] (Kraft), כֹּחִי [kɔˈχiː] (meine Kraft), כֹּחוֹת [kɔˈχɔt] (Kräfte)
- רוּחַ [ruˑa̯χ] (Wind, Geist), רוּחִי [ruˈχiː] (mein Geist), רוּחוֹת [ruˈχɔt] (Winde)
- יָרֵחַ [jaˈrɛˑa̯χ] (Mond), יְרֵחִים [jɛrɛˈχiːm] (Monde)
- מָשִׁיחַ [maˈʃiˑa̯χ] (Gesalbter, „Messias“), מְשִׁיחִי [mɛʃiˈχiˑ] (mein Gesalbter)
- זְרוֹעַ [zrɔˑa̯] (Arm), זְרוֹעִי [zrɔˈʔiː] (mein Arm), זְרוֹעוֹת [zrɔˈʔɔt] (Arme)
- שָׁבוּעַ [ʃaˈvuˑa̯] (Woche), שָׁבוּעוֹת [ʃavuˈʔɔt] (Wochen), שָׁבוּעַיִם [ʃavuˈʔajɪm] (zwei Wochen)
- אֱלֹהַּ [ɛˈlɔˑa̯] (Gottheit), אֱלֹהִים [ɛlɔˈhiːm] (Gott, Gottheiten)

Biblische Namen:
- נֹחַ [nɔˑa̯χ] (Noach, Noah, Noe)
- יְהוֹשֻׁעַ [jɛhɔˈʃuˑa̯] (Jehoschua, Josua, Iosue)
- הוֹשֵׁעַ [hɔˈʃɛˑa̯] (Hoschea, Hosea, Osee)

Die auf -e endenden Namen sind die aus der lateinischen Vulgata. Diese folgt damit der griechischen Septuaginta, die das Patach furtivum als Epsilon transkribiert.
Verben:
Als Beispiele werden einige Formen verschiedener Verben verglichen. Diese Formen stimmen im biblischen und modernen Hebräisch überein; nur ihre Verwendung für Aspekte und Tempora unterscheidet sich. Im biblischen Hebräisch bezeichnet die angegebene perfektive Form eine als Ganze betrachtete, also nicht im Verlauf beobachtete Tätigkeit, im modernen eine Tätigkeit in der Vergangenheit. Das Partizip hat im biblischen Hebräisch die Bedeutung einer tempusunabhängigen Verlaufsform, im modernen bezeichnet es das Präsens. Alle Beispiele sind im gleichen Stamm, nämlich Qal; sonst wären die Formen nicht vergleichbar.
Die Formklasse ist eine abgekürzte Schreibweise für Besonderheiten der Wurzelkonsonanten. Hier geht es um die Formklasse ל״ג: Verben, deren dritter Wurzelkonsonant (abgekürzt durch das Lamed) ein Kehllaut ist (abgekürzt durch das Gimel für גרונית gronit, deutsch ‚kehlig‘). Auch in den zum Vergleich angegebenen anderen Wurzeln treten Konsonanten mit Einfluss auf die Konjugation auf, nämlich Alef und He als dritte Wurzelkonsonanten, die jedoch nicht zum Patach furtivum führen. 
|          | Wurzelkonsonanten | Form- klasse | Bedeutung    | perfektive Form, 3. Pers. Sing. | perfektive Form, 3. Pers. Sing. | Partizip, Singular | Partizip, Singular |
| maskulin | Wurzelkonsonanten | Form- klasse | Bedeutung    | feminin                         | maskulin                        | feminin            |                    |
| -------- | ----------------- | ------------ | ------------ | ------------------------------- | ------------------------------- | ------------------ | ------------------ |
| 1        | Samech–Mem–Kaf    | –            | stützen      | סָמַךְ [saˈmaχ]                    | סָמְכָה [samˈχa]                   | סוֹמֵךְ [sɔˈmɛχ]      | סוֹמֶכֶת [sɔˈmɛχɛt]   |
| 2        | Sin–Mem–Chet      | ל״ג          | sich freuen  | שָׂמַח [saˈmaχ]                    | שַָׂמְחָה [samˈχa]                   | שָׂמֵחַ [saˈmɛˑa̯χ]     | שְׂמֵחָה [smɛˈχa]      |
| 3        | Schin–Mem–Ajin    | ל״ג          | hören        | שָׁמַע [ʃaˈma]                     | שָׁמְעָה [ʃamˈʔa]                   | שׁוֹמֵעַ [ʃɔˈmɛˑa̯]     | שׁוֹמַעַת [ʃɔˈmaʔat]   |
| 4        | Schin–Lamed–Chet  | ל״ג          | senden       | שָׁלַח [ʃaˈlaχ]                    | שָׁלְחָה [ʃalˈχa]                   | שׁוֹלֵחַ [ʃɔˈlɛˑa̯χ]    | שׁוֹלַחַת [ʃɔˈlaχat]   |
| 5        | Qof–Resch–Ajin    | ל״ג          | zerreißen    | קָרַע [kaˈra]                     | קָרְעָה [karˈʔa]                   | קוֹרֵעַ [kɔˈrɛˑa̯]     | קוֹרַעַת [kɔˈraʔat]   |
| 6        | Qof–Resch-Alef    | ל״א          | rufen, lesen | קָרָא [kaˈra]                     | קָרְאָה [karˈʔa]                   | קוֹרֵא [kɔˈrɛː]      | קוֹרֵאת [kɔˈrɛˑt]    |
| 7        | Qof–Resch–He      | ל״ה          | geschehen    | קָרָה [kaˈra]                     | קָרְתָה [karˈta]                   | קוֹרֶה [kɔˈrɛː]      | קוֹרָה [kɔˈra]       |

## Die Bezeichnungen „Patach furtivum“ und „Patach gnuva“
Im Ausdruck patach furtivum bezieht sich furtivum (heimlich, verstohlen; gestohlen) auf das vorangegangene patach. Gesenius gibt es in frühen Auflagen seiner Hebräischen Grammatik als „verstohlnes Patach“ wieder, verzichtet aber in späteren Auflagen, ebenso wie heutige Grammatiken des Hebräischen, auf eine Deutung von patach furtivum. Der hebräische Ausdruck patach gnuva lässt diese Deutungen nicht zu, schon deswegen nicht, weil sich das feminine Passivpartizip gnuva nicht auf das maskuline patach beziehen kann. Even-Shoshan fasst es daher nicht als attributives Partizip „gestohlenes Patach“ auf, sondern als Genitivverbindung „Patach einer Gestohlenen“, wobei die Gestohlene der fehlende Buchstabe (im Hebräischen das Femininum אוֹת ot) ist, der das Patach getragen hätte. Mit dieser Deutung wäre die richtige Übersetzung: patach [schel ot] gnuva = patach [litterae] furtivae = Patach eines Gestohlenen [Buchstabens]. 